# Kniha svornosti
Kniha svornosti je sbírkou náboženských textů, z období reformace v německých zemích. Poprvé byla publikována v němčině dne 25. června 1580 v Drážďanech k 50. výročí předložení augsburského vyznání císaři Karlu V. na sněmu v Augsburgu. V latinské podobě vyšla v roce 1584 v Lipsku pod názvem Liber concordiae, zkráceně Concordia.
Kniha obsahuje spisy předních autorů německé reformace, k nimž patřil zejména Martin Luther a Philipp Melanchthon. Jednotlivé oddíly sbírky tvoří věroučné, vyznavačské a obranné texty, které vznikly samostatně za různých okolnosti a v různé podobě.

## Obsah
Toto je obsah českého vydání z roku 2006, ve kterém se nachází i řada vysvětlivek a zdrojů.
- Předmluva kurfiřtů a stavů Svaté říše římské
- Tři hlavní symbola neboli vyznání víry Kristovy, ekumenicky užívané v katolické (to jest obecné) církvi. Těmi jsou: Apoštolské vyznání, Nicejské vyznání a vyznání Atanášovo.
- Augsburská konfese neboli vyznání víry předložené části knížat a měst císaři Karlu V... (Philipp Melanchton, 1530)
- Apologie Augsburského vyznání
- Šmalkaldské články (Martin Luther, Šmalkaldy, sněm v roce 1537)
- Pojednání o papežské moci a prvenství (Šmalkaldy, sněm, 1537)
- Menší katechismus pro obyčejné faráře a kazatele (Martin Luther, 1529)
- Větší katechismus Dr. Martina Luthera (1529)
- Formule svornosti. Důkladné, čiré a náležité opakování i ozřejmění několika článků Augsburské konfese, o něž se někteří theologové ji vyznávající po jistý čas přeli, nyní se však tyto roztržky urovnávají a uzavírají podle návodu slova Božího a souhrnného uchopení naší křesťanské víry. Vyšlo v roce 1577. Autoři (neúplný seznam): Jakob Andreä (1528–90), Nikolaus Selnecker (1528–92), Andreas Musculus (1514–81), Christopher Cornerus (1518–94), David Chyträus (1531–1600), Martin Chemnitz (1522–86)...